# Elsdorf-Westermühlen
Elsdorf-Westermühlen (duń. Elstorp-Vestermølle) – miejscowość i gmina w Niemczech, w kraju związkowym Szlezwik-Holsztyn, w powiecie Rendsburg-Eckernförde, wchodzi w skład urzędu Hohner Harde.

## Współpraca
- Strodehne – dzielnica gminy Havelaue, Brandenburgia[1]